# احمد طرابلسی
احمد طرابلسی (انگلیسی: Ahmed Trabelsi؛ زادهٔ ۲۷ ژوئیهٔ ۱۹۷۳) بازیکن فوتبال اهل تونس بود.
از باشگاه‌هایی که در آن بازی کرده‌است می‌توان به باشگاه فوتبال آفریقایی و باشگاه فوتبال بنزرتی اشاره کرد.
وی همچنین در تیم ملی فوتبال تونس بازی کرده‌است.